# Frontera entre el Marroc i el Sàhara Occidental
La frontera entre el Marroc i el Sàhara Occidental separa el Marroc (dins les seves fronteres reconegudes internacionalment) i el territori reivindicat pel Sàhara Occidental. Aquesta fa uns 443 km i segueix una línia est-oest al llarg del paral·lel 27°40' nord.
El Sàhara Occidental fou annexat pel Marroc en 1976, però la qüestió de sobirania encara no ha estat resolta. L'Organització de les Nacions Unides no reconeix el Marroc com a administrador del territori.